# 카를 6세
카를 6세(독일어: Karl VI, 체코어: Karel VI. 카렐 6세[*], 헝가리어: VI. Károly 카로이 6세[*], 슬로바키아어: Karol VI. 카롤 6세, 크로아티아어: Karlo VI. 카를로 6세, 1685년 10월 1일 ~ 1740년 10월 20일)는 신성 로마 제국의 황제이다. 보헤미아의 국왕, 헝가리와 크로아티아의 국왕이기도 하였고, 시칠리아와 나폴리, 사르데냐의 국왕을 겸하기도 하였다. 보헤미아의 국왕 카렐 2세(체코어: Karel II.), 헝가리와 크로아티아의 국왕 카로이 3세(헝가리어: III. Károly, 슬로바키아어: Karol III. 카롤 3세, 크로아티아어: Karlo III. 카를로 3세)에 해당한다. 신성 로마 제국의 황후 마리아 테레지아의 아버지이자 프란츠 1세의 장인이다.

## 초년
카를은 신성 로마 제국 황제 레오폴트 1세의 둘째 아들로 그의 어머니는 레오폴트 1세의 3번째 황후이자 팔츠 선제후 필리프 빌헬름의 딸인 엘레오노레 막달레네였다. 스페인의 왕 카를로스 2세가 1700년 사망하자 스페인의 합스부르크 왕가의 혈통은 끊어지고 말았고, 이에 따라 합스부르크 왕가에서는 루이 14세의 손자이자 카를로스 2세에 의해서 후계자로 지목된 펠리페 5세에 대항하여 카를이 적법한 계승자라고 주장하였다. 카를은 1703년 9월 19일 빈에서 자신이 스페인의 왕위계승자임을 선언하였고 저지대 국가와 영국, 포르투갈이 그를 지지하였다.

그는 스페인에 1711년까지 남아있었고 그 기간 동안 주로 합스부르크 왕가의 세력이 강한 카탈루냐에 머물렀다. 카를이 어느 정도의 완강함을 보여주었음에도 불구하고, 이 시기의 그는 그의 왕위를 전쟁으로서 차지할 만할 능력을 보여주지는 못하였다. 1708년 카를은 바르셀로나에서 브라운슈바이크볼펜뷔텔의 엘리자베트 크리스티네와 결혼하였다. 그녀는 루터교 신자로서, 신교의 신성성을 보장하고 라이프니츠의 이론을 받아들여 가톨릭의 의식에 의미를 부여함으로써 로마 가톨릭을 받아들이고자 하였다.

## 신성 로마 제국 황제

### 스페인 왕위 문제
1711년 4월 17일 카를의 형이자 신성 로마 제국 황제 요제프 1세가 사망함에 따라 카를은 신성 로마 제국과 합스부르크 왕가의 세습작위들을 물려받게 되었다. 남성 자손이 없는 요제프 1세의 사망은 예측할 수 있었고, 카를은 이에 대비하여 스페인의 왕위를 포기하는 대신 나폴리와 시칠리아, 그리고 밀라노를 가지고자 하였다. 그러나 정작 요제프 1세가 사망하자 카를은 고집을 부려 합스부르크 왕가가 가지고 있는 권한을 포기하지 않겠다고 선언하게 되었고, 카를은 주변의 요청에 못 이겨 요제프 1세가 사망한 지 몇 달 뒤인 9월 27일에서야 스페인을 떠났다.

16세기 신성 로마 제국의 황제 카를 5세의 제국이 부활하기를 원하지 않았던 유럽의 세력들은 카를의 선언을 받아들이지 않았다. 유럽의 세력들은 카를에게 스페인의 왕위를 포기하기를 요구하였고, 카를은 결국 이에 동의하였다. 이에 따라 1711년 12월 카를은 스페인의 왕위를 포기하는 대신 신성 로마 제국 황제의 자리에 오를 수 있었다. 그러나 카를은 스페인의 왕이 된 펠리페 5세를 오랫동안 인정하지 않았다. 카를이 스페인을 떠날 때 카탈루냐인들의 수장 중 몇몇은 그를 따라 빈까지 갔는데, 이들의 조언은 카를에게 좋은 영향을 미치지는 못하였다.

이들은 사부아 공자 외젠이 오스만 제국을 상대로 한참 승리하고 있을 때 카를로 하여금 외젠의 충성심을 의심하게 만들었다. 외젠의 승리로 인해서 1718년 7월 21일 포자레바츠 조약(Požarevac)이 체결되어 오스트리아의 강역이 동쪽으로 상당히 확장될 수 있었다.

### 상속 문제
카를은 항상 성공하지는 못하였지만 제국의 상업적 번영에 계몽적인 관심을 모이기도 하였으나, 독일(현재의 빈)로 돌아간 이후 죽을 때까지 그의 관심은 제국을 분할하고자 하는 위협에 대응하는 데에 있었다. 1713년 초 카를은 국사조칙을 발표하여 상속권을 규제하여 제국의 분할을 막고자 하였다. 카를의 유일한 아들은 1716년 4월 13일에 태어났으나 유아기에 사망하였고, 이로 인하여 카를의 정책은 그의 딸인 마리아 테레지아를 상속인으로서 인정받는데 초점이 맞추어졌다.

카를은 이를 이루기 위해서 많은 노력을 하였고 외교적으로도 많은 교섭을 진행하였다. 포자레바츠 조약으로 얻었던 영토의 대부분은 그의 별세 1년 전인 1739년에 상실됐는데, 이는 1737년에 참전한 제7차 오스트리아-오스만 전쟁에서의 패배에 따른 베오그라드 조약(1737년 9월 18일)의 결과였다. 카를은 1740년 10월 20일 사망했고, 이와 동시에 합스부르크 왕가의 영토를 상속받을 더 이상의 남성이 남지 않게 되었다.

## 자녀
| 사진 | 이름            | 생일            | 사망                   | 기타                             |
| ---- | --------------- | --------------- | ---------------------- | -------------------------------- |
|      | 마리아 테레지아 | 1717년 5월 13일 | 1780년 11월 29일(63세) | 프란츠 1세와 결혼, 자녀 5남 11녀 |
|      | 마리아 안나     | 1718년 9월 18일 | 1744년 12월 16일(26세) | 요절.                            |
|      | 마리아 아말리아 | 1724년 4월 5일  | 1730년 4월 19일(6세)   | 요절                             |

## 참고 자료
- 본 문서에는 현재 퍼블릭 도메인에 속한 브리태니커 백과사전 제11판의 내용을 기초로 작성된 내용이 포함되어 있습니다.